# Valerio Mastandrea
Valerio Mastandrea, né le 14 février 1972 à Rome, est un comédien italien de théâtre, de cinéma et de télévision, également réalisateur.
Au générique de près d'une cinquantaine de films, aussi bien des comédies que des drames, des polars, il est l'une des figures du renouveau du cinéma italien.
En 1997, il obtient le Prix d'interprétation masculine au Festival international du film de Locarno, pour son rôle de Walter dans Devenir adulte (Tutti giù per terra), de Davide Ferrario. Suivent plusieurs prix David di Donatello pour son travail d'acteur, et un prix au Festival international du film de Moscou pour son premier film en tant que réalisateur, Ride.

## Biographie
À 19 ans, Valerio Mastandrea participe aux débats télévisés de Maurizio Costanzo et se fait ainsi connaître en interprétant le rôle d'un jeune homme gauche et naïf. Il fait ses débuts d'acteur sur la scène du teatro Argot de Rome, le 25 septembre 1993, en jouant la pièce La luna e l'asteroide qu'il a coécrite avec l'actrice Vera Gemma.
Il aborde le cinéma presque par hasard et il est engagé, dès 1993, pour de petits rôles, dans Ladri di cinema, L'anno prossimo vado a letto alle dieci, Palerme-Milan aller simple (Palermo Milano solo andata).
En 1996, il est Enzo dans Cresceranno i carciofi a Mimongo de Fulvio Ottaviano, un film en noir et blanc, à faible budget, qui obtient un succès grâce au bouche à oreille. Ce rôle lui permet de devenir un acteur reconnu et populaire, confirmé l'année suivante par l'obtention du Prix d'interprétation masculine au Festival international du film de Locarno pour le film de Davide Ferrario, Devenir adulte (Tutti giù per terra).
Valerio Mastandrea s'octroie une parenthèse dans sa carrière cinématographique en chantant et dansant dans la 3e édition de la comédie musicale Rugantino, au teatro Sistina de Rome. La 1re des 253 représentations, toutes à guichet fermé, a lieu le 22 décembre 1998.
Il réalise en 2005 le court métrage Trevirgolaottantasette, qui traite des accidents du travail. Son titre (3,87), est d'ailleurs la moyenne journalière des morts causée par les accidents du travail en Italie. En 2018 sort son premier long métrage, Ride.

## Filmographie

### Comme acteur
- 1994 : Les Voleurs de cinéma (Ladri di cinema) de Piero Natoli : Valerio
- 1995 : L'anno prossimo vado a letto alle dieci d'Angelo Orlando : Mirko
- 1995 : Palerme-Milan aller simple (Palermo Milano solo andata) de Claudio Fragasso : Tarcisio Proietti
- 1995 : L'Otage (Cuore cattivo) d'Umberto Marino : Inzerillo
- 1996 : Infiltrato de Claudio Sestrieri
- 1996 : Cresceranno i carciofi a Mimongo de Fulvio Ottaviano : Enzo
- 1996 : Bruno aspetta in macchina de Duccio Camerini : Nanni
- 1996 : Un hiver glacé (Un inverno freddo freddo) de Roberto Cimpanelli : Roby
- 1997 : La classe non è acqua de Cecilia Calvi : Rizzuti
- 1997 : In barca a vela contromano de Stefano Reali : Massimo Migliarini
- 1997 : Devenir adulte (Tutti giù per terra) de Davide Ferrario : Walter
- 1997 : Stressati de Mauro Cappelloni : Bertarelli (non crédité)
- 1998 : Abbiamo solo fatto l'amore de Fulvio Ottaviano : Leo
- 1998 : Viola bacia tutti de Giovanni Veronesi : Samuele
- 1998 : L'odore della notte de Claudio Caligari : Remo Guerra
- 1998 : Barbara d'Angelo Orlando : Aldo
- 1999 : Asini d'Antonello Grimaldi : client au bar
- 2000 : La carbonara de Luigi Magni : Fabrizio
- 2000 : Zora la vampira de Marco et Antonio Manetti : Nicola Speranza
- 2001 : Demain (Domani) de Francesca Archibugi : Giovanni Moccia
- 2001 : Soleil dans les yeux (Sole negli occhi) d'Andrea Porporati : Rinaldi
- 2002 : Nid de guêpes de Florent Emilio Siri : Giovanni
- 2002 : Ultimo stadio (it) d'Ivano De Matteo : Marco
- 2002 : Velocità Massima de Daniele Vicari : Stefano
- 2003 : Gente di Roma d'Ettore Scola : jeune homme sur l'autobus
- 2004 : Il siero della vanità d'Alex Infascelli : Franco Berardi
- 2004 : Lavorare con lentezza de Guido Chiesa : lieutenant Lippolis
- 2005 : Anni rapaci de Claudio Caligari
- 2005 : L'orizzonte degli eventi de Daniele Vicari : Max Flamini
- 2005 : Nessun messaggio in segreteria de Paolo Genovese et Luca Miniero : Piero Serafico
- 2005 : Amatemi de Renato De Maria : Andrea
- 2005 : Piano 17 de Marco et Antonio Manetti : vendeur ambulant
- 2006 : Le Caïman (Il caimano) de Nanni Moretti : Cesari
- 2006 : Ad Project d'Eros Puglielli : MIB 1
- 2006 : 4-4-2: il gioco più bello del mondo (épisode Il terzo portiere) de Roan Johnson : Yuri Barzalli
- 2006 : Napoléon (et moi) (N - Io e Napoleone) de Paolo Virzì : Ferrante Papucci
- 2007 : Last Minute Marocco de Francesco Falaschi : Sergio
- 2007 : Notturno Bus de Davide Marengo : Franz
- 2007 : Ciao Stefano (Non pensarci) de Gianni Zanasi : Stefano Nardini
- 2008 : Tutta la vita davanti de Paolo Virzì : Giorgio Conforti
- 2008 : Chi nasce tondo d'Alessandro Valori : Mario
- 2008 : Un jour parfait (Un giorno perfetto) de Ferzan Özpetek : Antonio
- 2009 : Giulia non esce la sera de Giuseppe Piccioni
- 2009 : Nine de Rob Marshall : De Rossi
- 2009 : Good morning Aman de Claudio Noce : Teodoro
- 2010 : La prima cosa bella de Paolo Virzì : Bruno Michelucci
- 2011 : Nessuno mi può giudicare de Massimiliano Bruno
- 2011 : Cose dell'altro mondo de Francesco Patierno
- 2011 : Ruggine de Daniele Gaglianone
- 2011 : Tutti al mare de Matteo Cerami
- 2012 : Piazza Fontana (Romanzo di una strage) de Marco Tullio Giordana
- 2012 : Les Équilibristes (Gli equilibristi) d'Ivano De Matteo : Giulio
- 2012 : Padroni di casa d'Edoardo Gabbriellini
- 2012 : Il comandante e la cicogna de Silvio Soldini
- 2013 : Viva la libertà de Roberto Andò : Andrea Bottini
- 2013 : La mia classe de Daniele Gaglianone : le maître d'école
- 2014 : Pasolini d'Abel Ferrara
- 2014 : L'Affaire Jessica Fuller (Meredith - The Face of an Angel) de Michael Winterbottom
- 2014 : La sedia della felicità de Carlo Mazzacurati
- 2014 : Ogni maledetto Natale de Giacomo Ciarrapico, Mattia Torre et Luca Vendruscolo : Tiziano / Baldovino
- 2015 : La felicità è un sistema complesso de Gianni Zanasi : Enrico Giusti
- 2016 : Fais de beaux rêves (Fai bei sogni) de Marco Bellocchio
- 2016 : Perfetti sconosciuti de Paolo Genovese
- 2016 : Fiore de Claudio Giovannesi : Ascanio Bonori
- 2017 : The Place de Paolo Genovese : un homme
- 2018 : Euforia de Valeria Golino
- 2018 : Tito e gli alieni de Paola Randi  : le professeur
- 2018 : Moschettieri del re: La penultima missione de Giovanni Veronesi
- 2019 : Domani è un altro giorno de Simone Spada
- 2019 : Detective per caso de Giorgio Romano
- 2020 : Gli infedeli de Stefano Mordini
- 2021 : Diabolik de Marco et Antonio Manetti
- 2021 : Zeros and Ones d’Abel Ferrara
- 2022 : Diabolik: Ginko all'attacco de Marco et Antonio Manetti
- 2023 : Il primo giorno della mia vita de Paolo Genovese
- 2023 : Diabolik, chi sei? de Marco et Antonio Manetti
- 2023 : C'è ancora domani de Paola Cortellesi
- 2023 : Adagio de Stefano Sollima : Polniuman

### Comme réalisateur
- 2005 : Trevirgolaottantasette (court métrage)
- 2018 : Ride (long métrage)
- 2024 : Nonostante

## Distinctions
- 1997 : Prix d'interprétation masculine pour Devenir adulte (Tutti giù per terra) au Festival international du film de Locarno
- 2002 : Prix Pasinetti (mention spéciale) du meilleur acteur, pour Velocità Massima, à la 59e Mostra de Venise[1]
- 2010 : David di Donatello du meilleur acteur pour La prima cosa bella
- 2013 : David di Donatello du meilleur acteur pour Les Équilibristes et David di Donatello du meilleur acteur dans un second rôle pour Viva la libertà
- 2017 : 62e cérémonie des David di Donatello : David di Donatello du meilleur acteur dans un second rôle pour Fiore
- 2019 : Festival international du film de Moscou 2019 : prix du meilleur réalisateur pour Laughing (Ride)[2].